# Ryan Peak
Ryan Peak je hora na jihu Custer County v centrálním Idahu.
S nadmořskou výškou 3 570 metrů je nejvyšší horou menšího pohoří Boulder Mountains a osmou nejvyšší horou Idaha s prominencí vyšší než 500 metrů.
Hora leží na jihovýchodní hranici rekreační oblasti Sawtooth National Recreation Area. Nachází se mezi dalšími známými vrcholy centrálního Idaha Castle Peak (3 603 m) na severozápadě a Hyndman Peak (3 660 m) na jihovýchodě. Celá oblast je součástí severních amerických Skalnatých hor.